# Liste des mammifères en Lettonie

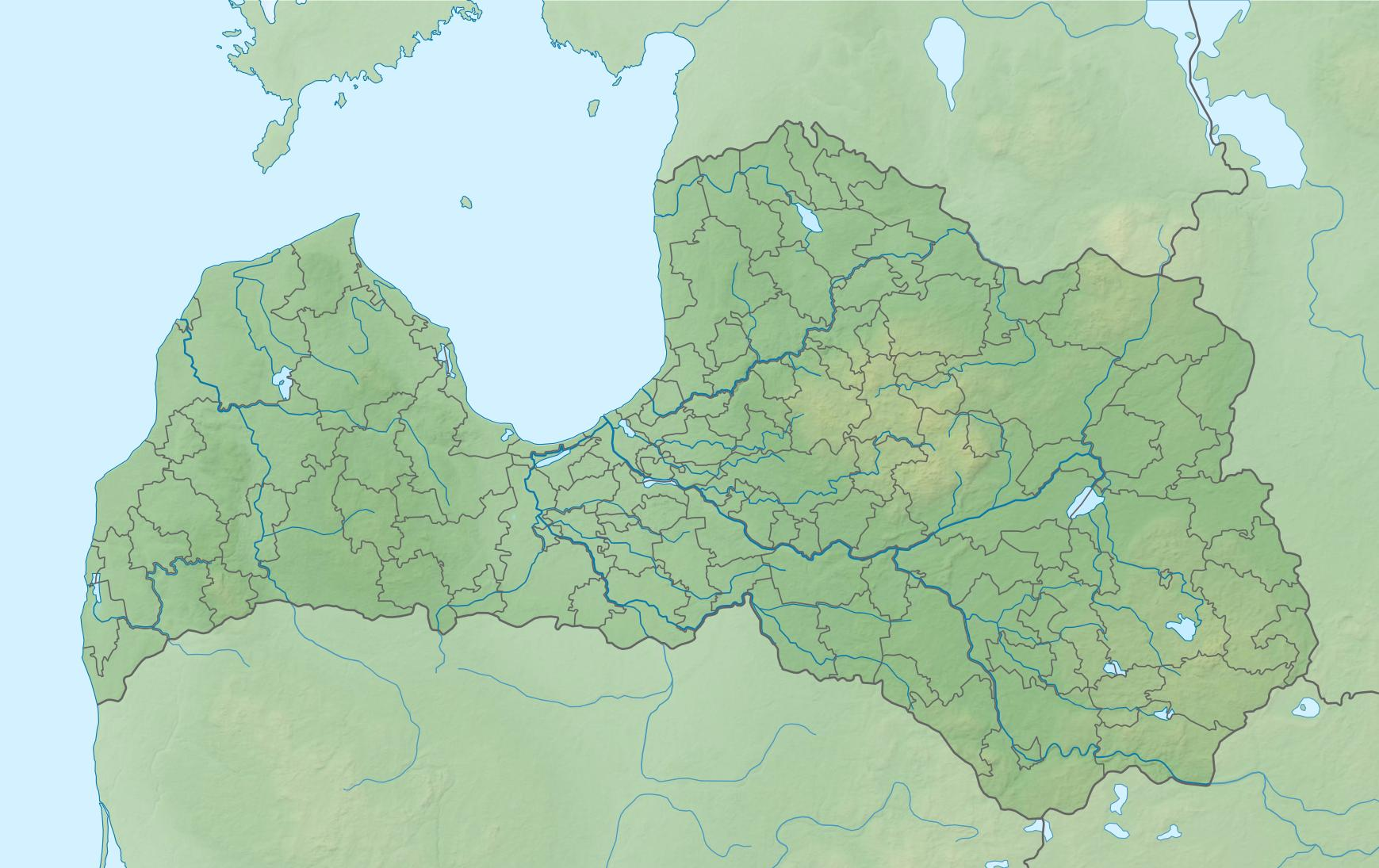
Carte topographique de la Lettonie.

Localisation de la Lettonie en Europe.

Cette liste commentée recense la mammalofaune en Lettonie. Elle répertorie les espèces de mammifères lettons actuels et celles qui ont été récemment classifiées comme éteintes (à partir de l'Holocène, depuis donc 11 700 ans av. J.‑C.). Cette liste comporte 85 espèces réparties en dix ordres et 26 familles, dont une est « en danger critique d'extinction », deux sont « en danger », une est « vulnérable » et cinq sont « quasi menacées » (selon les critères de la liste rouge de l'UICN au niveau mondial).
Elle contient au moins quatre espèces introduites sur ce territoire, qui sont plus ou moins bien acclimatées. Il peut contenir aussi dans cette liste des animaux non reconnus par la liste rouge de l'UICN (un mammifère ici) et ils sont classés en « non évalué » : cela étant dû notamment au manque de données et à des espèces domestiques, disparues ou éteintes avant le XVIe siècle. Il n'existe pas en Lettonie d'espèces et de sous-espèces de mammifères endémiques.

## Statuts de la liste rouge de l'UICN
Les statuts de conservation utilisés par la liste rouge de l'UICN mondiale sont :
| (EX) | Éteint                  | Il n'y a pas le moindre doute sur le fait que le dernier spécimen recensé est mort.                                                                   |
| (EW) | Éteint à l'état sauvage | L'espèce est connue uniquement en captivité ou en tant que population naturalisée bien en dehors de son ancienne aire de répartition.                 |
| (CR) | En danger critique      | L'espèce risque prochainement de s'éteindre à l'état sauvage.                                                                                         |
| (EN) | En danger               | L'espèce fait face à un très gros risque d'extinction à l'état sauvage.                                                                               |
| (VU) | Vulnérable              | L'espèce fait face à un gros risque d'extinction à l'état sauvage.                                                                                    |
| (NT) | Quasi menacé            | L'espèce ne satisfait pas un ou plusieurs des critères prévus qui permettraient de la catégoriser, mais pourrait risquer de s'éteindre dans le futur. |
| (LC) | Préoccupation mineure   | Il n'y a pas de risque identifiable pour l'espèce. |
| (DD) | Données insuffisantes   | Il n'y a pas d'information adéquate qui permettraient de faire une évaluation des risques pour cette espèce.                                          |
| (NE) | Non évalué              | L'espèce n'a pas encore été confrontée aux critères précédents, n'est pas reconnue par l'UICN ou bien s'est éteinte avant le XVIe siècle.             |

## Ordre:Primates

### Famille:Hominidés
| Nom binominal, nom vulgaire et citation d'auteurs | Nom vulgaire letton (langue officielle de la Lettonie) | Origine et statut en Lettonie | Aire de répartition                    | Statut UICN mondial | Image         |
| ------------------------------------------------- | ------------------------------------------------------ | ----------------------------- | -------------------------------------- | ------------------- | ------------- |
| Homo sapiens (Homme moderne) Linnaeus, 1758       | Cilvēks                                                | Autochtone,                   | Aire de répartition de l'Homme moderne | [ 2 ]               | Homme moderne |

## Ordre:Lagomorphes

### Famille:Léporidés
| Nom binominal, nom vulgaire et citation d'auteurs | Nom vulgaire letton (langue officielle de la Lettonie) | Origine et statut en Lettonie | Aire de répartition                    | Statut UICN mondial | Image           |
| ------------------------------------------------- | ------------------------------------------------------ | ----------------------------- | -------------------------------------- | ------------------- | --------------- |
| Lepus europaeus (Lièvre d'Europe) Pallas, 1778    | Pelēkais zaķis                                         | Autochtone                    | Aire de répartition du Lièvre d'Europe | [ 3 ]               | Lièvre d'Europe |
| Lepus timidus (Lièvre variable) Linnaeus, 1758    | Baltais zaķis                                          | Autochtone                    | Aire de répartition du Lièvre variable | [ 4 ]               | Lièvre variable |

## Ordre:Rodentiens

### Famille:Castoridés
| Nom binominal, nom vulgaire et citation d'auteurs | Nom vulgaire letton (langue officielle de la Lettonie) | Origine et statut en Lettonie | Aire de répartition                     | Statut UICN mondial | Image            |
| ------------------------------------------------- | ------------------------------------------------------ | ----------------------------- | --------------------------------------- | ------------------- | ---------------- |
| Castor fiber (Castor d'Eurasie) Linnaeus, 1758    | Eirāzijas bebrs                                        | Autochtone (Réintroduit),     | Aire de répartition du Castor d'Eurasie | [ 5 ]               | Castor d'Eurasie |

### Famille:Myocastoridés
| Nom binominal, nom vulgaire et citation d'auteurs | Nom vulgaire letton (langue officielle de la Lettonie) | Origine et statut en Lettonie         | Aire de répartition             | Statut UICN mondial | Image    |
| ------------------------------------------------- | ------------------------------------------------------ | ------------------------------------- | ------------------------------- | ------------------- | -------- |
| Myocastor coypus (Ragondin) (Molina, 1782)        | Nūtriju                                                | Allochtone (Peut-être non acclimaté), | Aire de répartition du Ragondin | [ 7 ]               | Ragondin |

### Famille:Dipodidés
| Nom binominal, nom vulgaire et citation d'auteurs      | Nom vulgaire letton (langue officielle de la Lettonie) | Origine et statut en Lettonie | Aire de répartition                            | Statut UICN mondial | Image                |
| ------------------------------------------------------ | ------------------------------------------------------ | ----------------------------- | ---------------------------------------------- | ------------------- | -------------------- |
| Sicista betulina (Siciste des bouleaux) (Pallas, 1779) | Meža sicista                                           | Autochtone                    | Aire de répartition de la Siciste des bouleaux | [ 8 ]               | Siciste des bouleaux |

### Famille:Cricétidés
| Nom binominal, nom vulgaire et citation d'auteurs                        | Nom vulgaire letton (langue officielle de la Lettonie) | Origine et statut en Lettonie | Aire de répartition                         | Statut UICN mondial | Image                |
| ------------------------------------------------------------------------ | ------------------------------------------------------ | ----------------------------- | ------------------------------------------- | ------------------- | -------------------- |
| Arvicola amphibius (Campagnol terrestre) (Linnaeus, 1758)                | Ūdensstrupaste                                         | Autochtone                    | Aire de répartition du Campagnol terrestre  | [ 9 ]               | Campagnol terrestre  |
| Microtus oeconomus (Campagnol nordique) (Pallas, 1776)                   | — aucun —                                              | Autochtone                    | Illustration manquante                      | [ 11 ]              | Campagnol nordique   |
| Microtus agrestis (Campagnol agreste) (Linnaeus, 1761)                   | Tumšā strupaste                                        | Autochtone                    | Aire de répartition du Campagnol agreste    | [ 12 ]              | Campagnol agreste    |
| Microtus arvalis (Campagnol des champs) (Pallas, 1778)                   | Lauku strupaste                                        | Autochtone                    | Aire de répartition du Campagnol des champs | [ 13 ]              | Campagnol des champs |
| Microtus levis (Campagnol d'Ondrias) Miller, 1908                        | Austrumeiropas strupaste                               | Autochtone                    | Illustration manquante                      | [ 14 ]              | Campagnol d'Ondrias  |
| Microtus subterraneus (Campagnol souterrain) (de Sélys Longchamps, 1836) | — aucun —                                              | Autochtone                    | Illustration manquante                      | [ 16 ]              | Campagnol souterrain |
| Myodes glareolus (Campagnol roussâtre) Schreber, 1780                    | Rūsganā mežstrupaste                                   | Autochtone                    | Aire de répartition du Campagnol roussâtre  | [ 17 ]              | Campagnol roussâtre  |
| Ondatra zibethicus (Rat musqué) (Linnaeus, 1766)                         | Ondatra                                                | Allochtone,                   | Aire de répartition du Rat musqué           | [ 19 ]              | Rat musqué           |

### Famille:Muridés
| Nom binominal, nom vulgaire et citation d'auteurs       | Nom vulgaire letton (langue officielle de la Lettonie) | Origine et statut en Lettonie | Aire de répartition                     | Statut UICN mondial | Image            |
| ------------------------------------------------------- | ------------------------------------------------------ | ----------------------------- | --------------------------------------- | ------------------- | ---------------- |
| Apodemus agrarius (Mulot rayé) (Pallas, 1771)           | Svītrainā klaidoņpele                                  | Autochtone                    | Illustration manquante                  | [ 20 ]              | Mulot rayé       |
| Apodemus flavicollis (Mulot à collier) (Melchior, 1834) | Dzeltenkakla klaidoņpele                               | Autochtone                    | Aire de répartition du Mulot à collier  | [ 21 ]              | Mulot à collier  |
| Apodemus uralensis (Mulot pygmée) (Pallas, 1811)        | Mazā meža klaidoņpele                                  | Autochtone                    | Aire de répartition du Mulot pygmée     | [ 22 ]              | Mulot pygmée     |
| Micromys minutus (Rat des moissons) (Pallas, 1771)      | Pundurpele                                             | Autochtone                    | Aire de répartition du Rat des moissons | [ 23 ]              | Rat des moissons |
| Mus musculus (Souris grise) Linnaeus, 1758              | Mājas pele                                             | Allochtone (Introduit),       | Aire de répartition de la Souris grise  | [ 24 ]              | Souris grise     |
| Rattus norvegicus (Rat surmulot) (Berkenhout, 1769)     | Pelēkā žurka                                           | Allochtone (Introduit)        | Aire de répartition du Rat surmulot     | [ 26 ]              | Rat surmulot     |
| Rattus rattus (Rat noir) (Linnaeus, 1758)               | Melnā žurka                                            | Allochtone (Introduit)        | Aire de répartition du Rat noir         | [ 27 ]              | Rat noir         |

### Famille:Gliridés
| Nom binominal, nom vulgaire et citation d'auteurs     | Nom vulgaire letton (langue officielle de la Lettonie) | Origine et statut en Lettonie | Aire de répartition                 | Statut UICN mondial | Image          |
| ----------------------------------------------------- | ------------------------------------------------------ | ----------------------------- | ----------------------------------- | ------------------- | -------------- |
| Glis glis (Loir gris) Linnaeus, 1766                  | Lielais susuris                                        | Autochtone                    | Aire de répartition du Loir gris    | [ 28 ]              | Loir gris      |
| Dryomys nitedula (Lérotin commun) (Pallas, 1778)      | Meža susuris                                           | Autochtone                    | Illustration manquante              | [ 29 ]              | Lérotin commun |
| Eliomys quercinus (Lérot commun) (Linnaeus, 1766)     | Dārza susuris                                          | Autochtone                    | Aire de répartition du Lérot commun | [ 30 ]              | Lérot commun   |
| Muscardinus avellanarius (Muscardin) (Linnaeus, 1758) | Mazais susuris                                         | Autochtone                    | Aire de répartition du Muscardin    | [ 31 ]              | Muscardin      |

### Famille:Sciuridés
| Nom binominal, nom vulgaire et citation d'auteurs        | Nom vulgaire letton (langue officielle de la Lettonie) | Origine et statut en Lettonie | Aire de répartition                          | Statut UICN mondial | Image                 |
| -------------------------------------------------------- | ------------------------------------------------------ | ----------------------------- | -------------------------------------------- | ------------------- | --------------------- |
| Pteromys volans (Polatouche de Sibérie) (Linnaeus, 1758) | Lidvāvere                                              | Autochtone                    | Aire de répartition du Polatouche de Sibérie | [ 32 ]              | Polatouche de Sibérie |
| Sciurus vulgaris (Écureuil roux) Linnaeus, 1758          | Vāvere                                                 | Autochtone                    | Aire de répartition de l'Écureuil roux       | [ 33 ]              | Écureuil roux         |

## Ordre:Érinacéomorphes

### Famille:Érinacéidés
| Nom binominal, nom vulgaire et citation d'auteurs                  | Nom vulgaire letton (langue officielle de la Lettonie) | Origine et statut en Lettonie | Aire de répartition                                  | Statut UICN mondial | Image                         |
| ------------------------------------------------------------------ | ------------------------------------------------------ | ----------------------------- | ---------------------------------------------------- | ------------------- | ----------------------------- |
| Erinaceus europaeus (Hérisson d'Europe occidentale) Linnaeus, 1758 | Baltkrūtainais ezis                                    | Autochtone                    | Aire de répartition du Hérisson d'Europe occidentale | [ 34 ]              | Hérisson d'Europe occidentale |
| Erinaceus roumanicus (Hérisson des Balkans) Barrett-Hamilton, 1900 | Brūnkrūtainais ezis                                    | Autochtone                    | Aire de répartition du Hérisson des Balkans          | [ 35 ]              | Hérisson des Balkans          |

## Ordre:Soricomorphes

### Famille:Soricidés
| Nom binominal, nom vulgaire et citation d'auteurs   | Nom vulgaire letton (langue officielle de la Lettonie) | Origine et statut en Lettonie | Aire de répartition                           | Statut UICN mondial | Image               |
| --------------------------------------------------- | ------------------------------------------------------ | ----------------------------- | --------------------------------------------- | ------------------- | ------------------- |
| Neomys fodiens (Crossope aquatique) (Pennant, 1771) | Lielais ūdenscirslis                                   | Autochtone                    | Aire de répartition de la Crossope aquatique  | [ 36 ]              | Crossope aquatique  |
| Sorex araneus (Musaraigne carrelet) Linnaeus, 1758  | Meža cirslis                                           | Autochtone                    | Aire de répartition de la Musaraigne carrelet | [ 37 ]              | Musaraigne carrelet |
| Sorex caecutiens (Musaraigne masquée) Laxmann, 1788 | — aucun —                                              | Autochtone                    | Aire de répartition de la Musaraigne masquée  | [ 38 ]              | Musaraigne masquée  |
| Sorex minutus (Musaraigne pygmée) Linnaeus, 1766    | Mazais cirslis                                         | Autochtone                    | Aire de répartition de la Musaraigne pygmée   | [ 39 ]              | Musaraigne pygmée   |

### Famille:Talpidés
| Nom binominal, nom vulgaire et citation d'auteurs | Nom vulgaire letton (langue officielle de la Lettonie) | Origine et statut en Lettonie | Aire de répartition                      | Statut UICN mondial | Image          |
| ------------------------------------------------- | ------------------------------------------------------ | ----------------------------- | ---------------------------------------- | ------------------- | -------------- |
| Talpa europaea (Taupe d'Europe) Linnaeus, 1758    | Eiropas kurmis                                         | Autochtone                    | Aire de répartition de la Taupe d'Europe | [ 40 ]              | Taupe d'Europe |

## Ordre:Chiroptères

### Famille:Vespertilionidés
| Nom binominal, nom vulgaire et citation d'auteurs                             | Nom vulgaire letton (langue officielle de la Lettonie) | Origine et statut en Lettonie | Aire de répartition                                | Statut UICN mondial | Image                    |
| ----------------------------------------------------------------------------- | ------------------------------------------------------ | ----------------------------- | -------------------------------------------------- | ------------------- | ------------------------ |
| Myotis brandtii (Murin de Brandt) (Eversmann, 1845)                           | Branta naktssikspārnis                                 | Autochtone                    | Aire de répartition du Murin de Brandt             | [ 41 ]              | Murin de Brandt          |
| Myotis dasycneme (Murin des marais) (Boie, 1825)                              | Dīķu naktssikspārnis                                   | Autochtone                    | Aire de répartition du Murin des marais            | [ 42 ]              | Murin des marais         |
| Myotis daubentonii (Murin de Daubenton) (Kuhl, 1817)                          | Ūdeņu naktssikspārnis                                  | Autochtone                    | Aire de répartition du Murin de Daubenton          | [ 43 ]              | Murin de Daubenton       |
| Myotis myotis (Grand Murin) (Borkhausen, 1797)                                | Lielais naktssikspārnis                                | Erratique,                    | Aire de répartition du Grand Murin                 | [ 44 ]              | Grand Murin              |
| Myotis mystacinus (Murin à moustaches) (Kuhl, 1817)                           | Bārdainais naktssikspārnis                             | Autochtone                    | Aire de répartition du Murin à moustaches          | [ 45 ]              | Murin à moustaches       |
| Myotis nattereri (Murin de Natterer) (Kuhl, 1817)                             | Naterera naktssikspārnis                               | Autochtone                    | Aire de répartition du Murin de Natterer           | [ 46 ]              | Murin de Natterer        |
| Eptesicus nilssonii (Sérotine de Nilsson) (Keyserling & Blasius, 1839)        | Ziemeļu sikspārnis                                     | Autochtone                    | Aire de répartition de la Sérotine de Nilsson      | [ 47 ]              | Sérotine de Nilsson      |
| Eptesicus serotinus (Sérotine commune) (Schreber, 1774)                       | Platspārnu sikspārnis                                  | Autochtone                    | Aire de répartition de la Sérotine commune         | [ 48 ]              | Sérotine commune         |
| Nyctalus leisleri (Noctule de Leisler) (Kuhl, 1817)                           | Mazais vakarsikspārnis                                 | Autochtone                    | Aire de répartition de la Noctule de Leisler       | [ 49 ]              | Noctule de Leisler       |
| Nyctalus noctula (Noctule commune) (Schreber, 1774)                           | Rūsganais vakarsikspārnis                              | Autochtone                    | Aire de répartition de la Noctule commune          | [ 50 ]              | Noctule commune          |
| Pipistrellus nathusii (Pipistrelle de Nathusius) (Keyserling & Blasius, 1839) | Natūza sikspārnis                                      | Autochtone                    | Aire de répartition de la Pipistrelle de Nathusius | [ 51 ]              | Pipistrelle de Nathusius |
| Pipistrellus pipistrellus (Pipistrelle commune) (Schreber, 1774)              | Pundursikspārnis                                       | Autochtone                    | Aire de répartition de la Pipistrelle commune      | [ 52 ]              | Pipistrelle commune      |
| Pipistrellus pygmaeus (Pipistrelle pygmée) (Leach, 1825)                      | — aucun —                                              | Autochtone                    | Aire de répartition de la Pipistrelle pygmée       | [ 53 ]              | Pipistrelle pygmée       |
| Barbastella barbastellus (Barbastelle d'Europe) (Schreber, 1774)              | Platausainais sikspārnis                               | Autochtone                    | Aire de répartition de la Barbastelle d'Europe     | [ 54 ]              | Barbastelle d'Europe     |
| Plecotus auritus (Oreillard roux) (Linnaeus, 1758)                            | Brūnais garausainis                                    | Autochtone                    | Aire de répartition de l'Oreillard roux            | [ 55 ]              | Oreillard roux           |
| Vespertilio murinus (Sérotine bicolore) Linnaeus, 1758                        | Divkrāsainais sikspārnis                               | Autochtone                    | Aire de répartition de la Sérotine bicolore        | [ 56 ]              | Sérotine bicolore        |

## Ordre:Cétacés

### Famille:Balænoptéridés
| Nom binominal, nom vulgaire et citation d'auteurs         | Nom vulgaire letton (langue officielle de la Lettonie) | Origine et statut en Lettonie | Aire de répartition                       | Statut UICN mondial | Image           |
| --------------------------------------------------------- | ------------------------------------------------------ | ----------------------------- | ----------------------------------------- | ------------------- | --------------- |
| Balaenoptera physalus (Rorqual commun) (Linnaeus, 1758)   | Finvalis                                               | Erratique                     | Aire de répartition du Rorqual commun     | [ 57 ]              | Rorqual commun  |
| Megaptera novaeangliae (Baleine à bosse) (Borowski, 1781) | Kuprvalis                                              | Erratique                     | Aire de répartition de la Baleine à bosse | [ 58 ]              | Baleine à bosse |

### Famille:Delphinidés
| Nom binominal, nom vulgaire et citation d'auteurs                      | Nom vulgaire letton (langue officielle de la Lettonie) | Origine et statut en Lettonie | Aire de répartition                                 | Statut UICN mondial | Image                        |
| ---------------------------------------------------------------------- | ------------------------------------------------------ | ----------------------------- | --------------------------------------------------- | ------------------- | ---------------------------- |
| Tursiops truncatus (Grand Dauphin commun) (Montagu, 1821)              | Afalīna                                                | Erratique                     | Aire de répartition du Grand Dauphin commun         | [ 59 ]              | Grand Dauphin commun         |
| Lagenorhynchus albirostris (Lagénorhynque à rostre blanc) (Gray, 1846) | — aucun —                                              | Erratique                     | Aire de répartition du Lagénorhynque à rostre blanc | [ 60 ]              | Lagénorhynque à rostre blanc |

### Famille:Monodontidés
| Nom binominal, nom vulgaire et citation d'auteurs | Nom vulgaire letton (langue officielle de la Lettonie) | Origine et statut en Lettonie | Aire de répartition            | Statut UICN mondial | Image   |
| ------------------------------------------------- | ------------------------------------------------------ | ----------------------------- | ------------------------------ | ------------------- | ------- |
| Delphinapterus leucas (Bélouga) (Pallas, 1776)    | Baltvalis                                              | Erratique                     | Aire de répartition du Bélouga | [ 61 ]              | Bélouga |

### Famille:Phocœnidés
| Nom binominal, nom vulgaire et citation d'auteurs    | Nom vulgaire letton (langue officielle de la Lettonie) | Origine et statut en Lettonie         | Aire de répartition                    | Statut UICN mondial | Image           |
| ---------------------------------------------------- | ------------------------------------------------------ | ------------------------------------- | -------------------------------------- | ------------------- | --------------- |
| Phocoena phocoena (Marsouin commun) (Linnaeus, 1758) | Cūkdelfīns                                             | Allochtone (Disparu, puis erratique), | Aire de répartition du Marsouin commun | [ 63 ]              | Marsouin commun |

## Ordre:Artiodactyles

### Famille:Bovidés
| Nom binominal, nom vulgaire et citation d'auteurs | Nom vulgaire letton (langue officielle de la Lettonie) | Origine et statut en Lettonie       | Aire de répartition                   | Statut UICN mondial | Image          |
| ------------------------------------------------- | ------------------------------------------------------ | ----------------------------------- | ------------------------------------- | ------------------- | -------------- |
| Bison bonasus (Bison d'Europe) (Linnaeus, 1758)   | Sumbrs                                                 | Autochtone (Réintroduit)            | Aire de répartition du Bison d'Europe | [ 65 ]              | Bison d'Europe |
| Bos taurus (Taurin) Linnaeus, 1758                | Liellops                                               | Autochtone (Peut-être réintroduit), | Aire de répartition du Taurin         | (NE)                |                |

### Famille:Cervidés
| Nom binominal, nom vulgaire et citation d'auteurs         | Nom vulgaire letton (langue officielle de la Lettonie) | Origine et statut en Lettonie | Aire de répartition                       | Statut UICN mondial | Image              |
| --------------------------------------------------------- | ------------------------------------------------------ | ----------------------------- | ----------------------------------------- | ------------------- | ------------------ |
| Alces alces (Élan) (Linnaeus, 1758)                       | Alnis                                                  | Autochtone                    | Aire de répartition de l'Élan             | [ 67 ]              | Élan               |
| Capreolus capreolus (Chevreuil européen) (Linnaeus, 1758) | Stirna                                                 | Autochtone                    | Aire de répartition du Chevreuil européen | [ 68 ]              | Chevreuil européen |
| Rangifer tarandus (Renne) (Linnaeus, 1758)                | Ziemeļbriedis                                          | Autochtone (Disparu),         | Aire de répartition du Renne              | [ 69 ]              | Renne              |
| Cervus elaphus (Cerf élaphe) Linnaeus, 1758               | Staltbriedis                                           | Autochtone (Réintroduit)      | Aire de répartition du Cerf élaphe        | [ 70 ]              | Cerf élaphe        |

### Famille:Suidés
| Nom binominal, nom vulgaire et citation d'auteurs | Nom vulgaire letton (langue officielle de la Lettonie) | Origine et statut en Lettonie | Aire de répartition                       | Statut UICN mondial | Image              |
| ------------------------------------------------- | ------------------------------------------------------ | ----------------------------- | ----------------------------------------- | ------------------- | ------------------ |
| Sus scrofa (Sanglier d'Eurasie) Linnaeus, 1758    | Meža cūka                                              | Autochtone (Réintroduit)      | Aire de répartition du Sanglier d'Eurasie | [ 71 ]              | Sanglier d'Eurasie |

## Ordre:Périssodactyles

### Famille:Équidés
| Nom binominal, nom vulgaire et citation d'auteurs | Nom vulgaire letton (langue officielle de la Lettonie) | Origine et statut en Lettonie       | Aire de répartition           | Statut UICN mondial | Image  |
| ------------------------------------------------- | ------------------------------------------------------ | ----------------------------------- | ----------------------------- | ------------------- | ------ |
| Equus caballus (Cheval) Linnaeus, 1758            | Zirgs                                                  | Autochtone (Peut-être réintroduit), | Aire de répartition du Cheval | [ 72 ]              | Cheval |

## Ordre:Carnivores

### Famille:Canidés
| Nom binominal, nom vulgaire et citation d'auteurs      | Nom vulgaire letton (langue officielle de la Lettonie) | Origine et statut en Lettonie | Aire de répartition                   | Statut UICN mondial | Image          |
| ------------------------------------------------------ | ------------------------------------------------------ | ----------------------------- | ------------------------------------- | ------------------- | -------------- |
| Canis aureus (Chacal doré) Linnaeus, 1758              | Zeltainais šakālis                                     | Erratique                     | Aire de répartition du Chacal doré    | [ 74 ]              |                |
| Canis lupus (Loup gris) Linnaeus, 1758                 | Pelēkais vilks                                         | Autochtone                    | Aire de répartition du Loup gris      | [ 75 ]              | Loup gris      |
| Nyctereutes procyonoides (Chien viverrin) (Gray, 1834) | Jenotsuns                                              | Allochtone                    | Aire de répartition du Chien viverrin | [ 76 ]              | Chien viverrin |
| Vulpes vulpes (Renard roux) (Linnaeus, 1758)           | Rudā lapsa                                             | Autochtone                    | Aire de répartition du Renard roux    | [ 77 ]              | Renard roux    |

### Famille:Ursidés
| Nom binominal, nom vulgaire et citation d'auteurs | Nom vulgaire letton (langue officielle de la Lettonie) | Origine et statut en Lettonie | Aire de répartition                | Statut UICN mondial | Image     |
| ------------------------------------------------- | ------------------------------------------------------ | ----------------------------- | ---------------------------------- | ------------------- | --------- |
| Ursus arctos (Ours brun) Linnaeus, 1758           | Brūnais lācis                                          | Autochtone (Recolonisateur),  | Aire de répartition de l'Ours brun | [ 78 ]              | Ours brun |

### Famille:Mustélidés
| Nom binominal, nom vulgaire et citation d'auteurs  | Nom vulgaire letton (langue officielle de la Lettonie) | Origine et statut en Lettonie         | Aire de répartition                        | Statut UICN mondial | Image             |
| -------------------------------------------------- | ------------------------------------------------------ | ------------------------------------- | ------------------------------------------ | ------------------- | ----------------- |
| Lutra lutra (Loutre commune) (Linnaeus, 1758)      | Eiropas ūdrs                                           | Autochtone                            | Aire de répartition de la Loutre commune   | [ 79 ]              | Loutre commune    |
| Gulo gulo (Glouton) (Linnaeus, 1758)               | Tinis                                                  | Autochtone (Disparu, puis erratique), | Aire de répartition du Glouton             | [ 80 ]              | Glouton           |
| Martes foina (Fouine) (Erxleben, 1777)             | Akmeņu cauna                                           | Autochtone                            | Aire de répartition de la Fouine           | [ 81 ]              | Fouine            |
| Martes martes (Martre des pins) (Linnaeus, 1758)   | Meža cauna                                             | Autochtone                            | Aire de répartition de la Martre des pins  | [ 82 ]              | Martre des pins   |
| Meles meles (Blaireau européen) (Linnaeus, 1758)   | Āpsis                                                  | Autochtone                            | Aire de répartition du Blaireau européen   | [ 83 ]              | Blaireau européen |
| Mustela lutreola (Vison d'Europe) (Linnaeus, 1761) | Eiropas ūdele                                          | Autochtone (Disparu)                  | Aire de répartition du Vison d'Europe      | [ 84 ]              | Vison d'Europe    |
| Mustela erminea (Hermine) Linnaeus, 1758           | Sermulis                                               | Autochtone                            | Aire de répartition de l'Hermine           | [ 85 ]              | Hermine           |
| Mustela nivalis (Belette d'Europe) Linnaeus, 1766  | Zebiekste                                              | Autochtone                            | Aire de répartition de la Belette d'Europe | [ 86 ]              | Belette d'Europe  |
| Mustela putorius (Putois d'Europe) Linnaeus, 1758  | Meža sesks                                             | Autochtone                            | Aire de répartition du Putois d'Europe     | [ 87 ]              | Putois d'Europe   |
| Neovison vison (Vison d'Amérique) (Schreber, 1777) | Amerikas ūdele                                         | Allochtone                            | Aire de répartition du Vison d'Amérique    | [ 88 ]              | Vison d'Amérique  |

### Famille:Phocidés
| Nom binominal, nom vulgaire et citation d'auteurs               | Nom vulgaire letton (langue officielle de la Lettonie) | Origine et statut en Lettonie | Aire de répartition                        | Statut UICN mondial | Image               |
| --------------------------------------------------------------- | ------------------------------------------------------ | ----------------------------- | ------------------------------------------ | ------------------- | ------------------- |
| Halichoerus grypus (Phoque gris) (Fabricius, 1791)              | Pelēkais ronis                                         | Allochtone,                   | Aire de répartition du Phoque gris         | [ 89 ]              | Phoque gris         |
| Pagophilus groenlandicus (Phoque du Groenland) (Erxleben, 1777) | Grenlandes ronis                                       | Allochtone (Disparu),         | Aire de répartition du Phoque du Groenland | [ 91 ]              | Phoque du Groenland |
| Phoca vitulina (Phoque veau marin) Linnaeus, 1758               | Plankumainais ronis                                    | Erratique                     | Aire de répartition du Phoque veau marin   | [ 92 ]              | Phoque veau marin   |
| Pusa hispida (Phoque annelé) (Schreber, 1775)                   | Pogainais ronis                                        | Allochtone,                   | Aire de répartition du Phoque annelé       | [ 93 ]              | Phoque annelé       |

### Famille:Félidés
| Nom binominal, nom vulgaire et citation d'auteurs | Nom vulgaire letton (langue officielle de la Lettonie) | Origine et statut en Lettonie | Aire de répartition                 | Statut UICN mondial | Image        |
| ------------------------------------------------- | ------------------------------------------------------ | ----------------------------- | ----------------------------------- | ------------------- | ------------ |
| Felis silvestris (Chat sauvage) Schreber, 1777    | Meža kaķis                                             | Autochtone (Disparu)          | Aire de répartition du Chat sauvage | [ 94 ]              | Chat sauvage |
| Lynx lynx (Lynx boréal) (Linnaeus, 1758)          | Eirāzijas lūsis                                        | Autochtone                    | Aire de répartition du Lynx boréal  | [ 95 ]              | Lynx boréal  |